# Charaxes centralis
Charaxes centralis är en fjärilsart som beskrevs av Heinrich Neustetter 1929. Charaxes centralis ingår i släktet Charaxes och familjen praktfjärilar. Inga underarter finns listade i Catalogue of Life.